# Криниця святого Георгія
«Криниця святого Георгія» — геологічна пам'ятка природи місцевого значення. Пам'ятка природи розташована на території села Горбані Київської області.
Пам’ятка розташовується в межах с. Горбані Бориспільського району. Об’єкт оголошено рішенням Київської обласної ради 4 скликання від 27 жовтня 2005 р. № 310-26-IV.
Пам’ятка є стародавньою святою криницею з джерельною водою, що знаходиться в урочищі «Гай». З нею пов’язано чимало легенд, вона освячена церквою на честь св. Георгія.

## Галерея

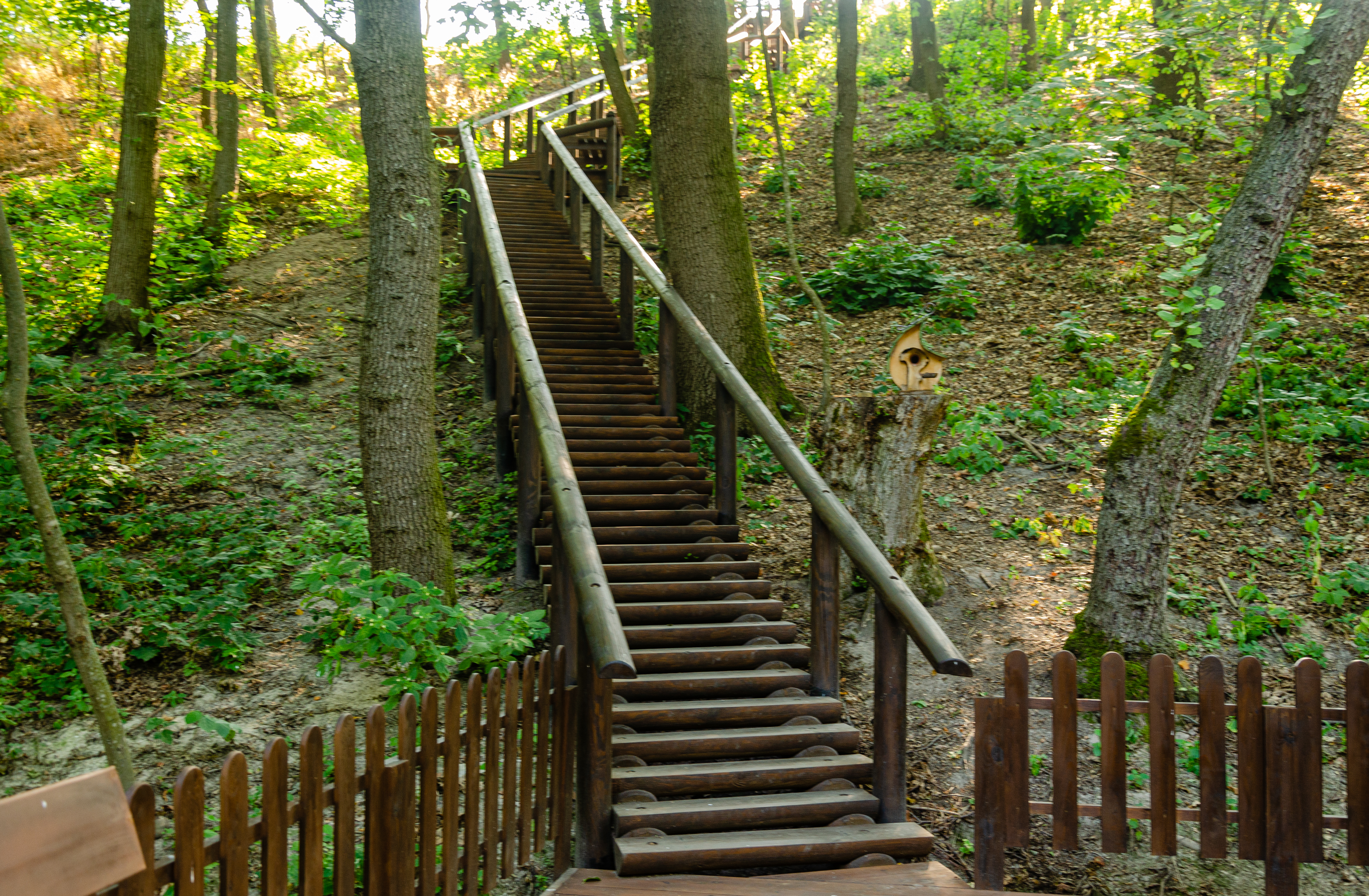
Криниця святого Георгія, Горбанівська сільська рада
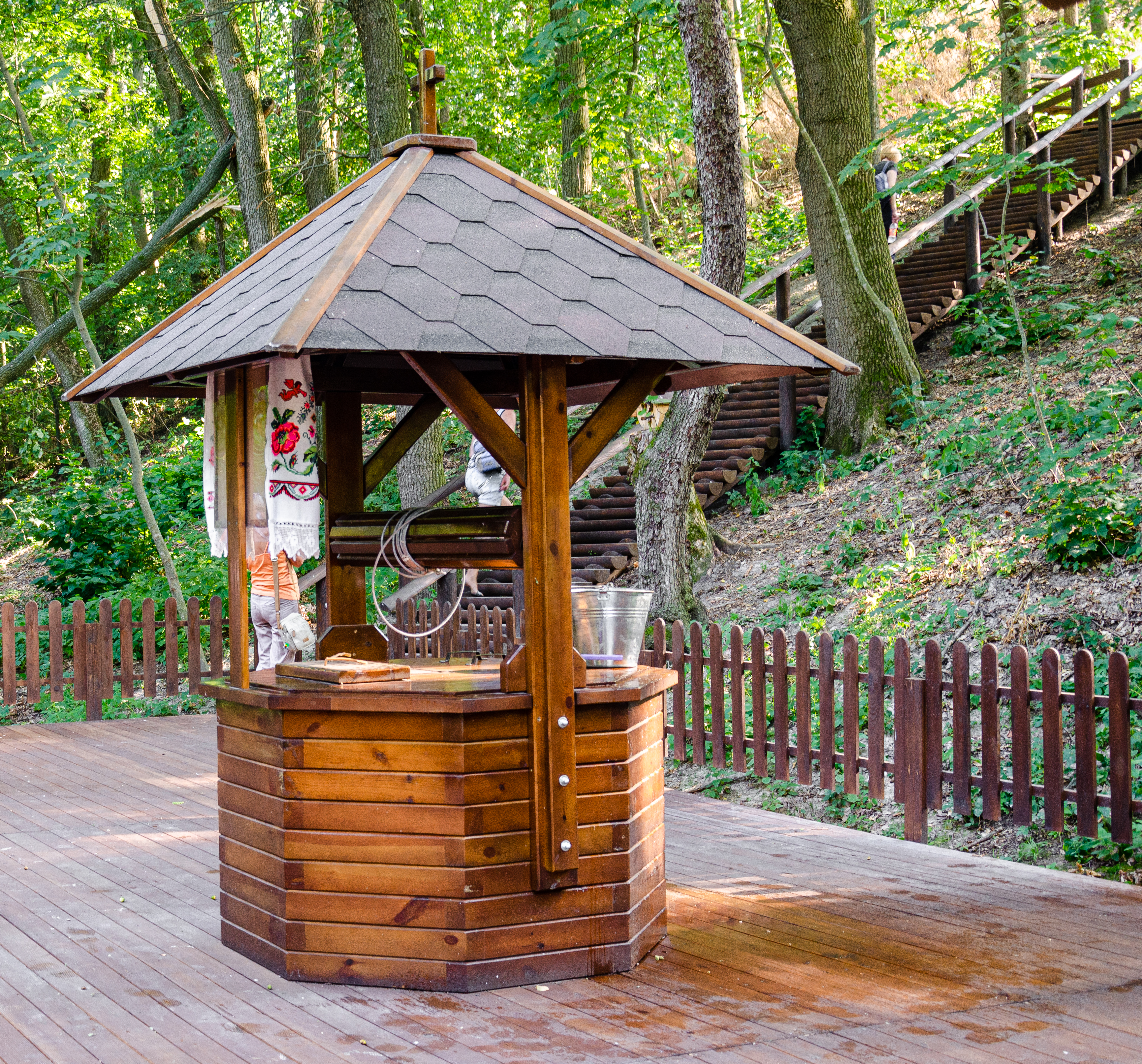
Криниця св. Георгія, Переяслав-Хмельницький район, Горбанівська сільська рада
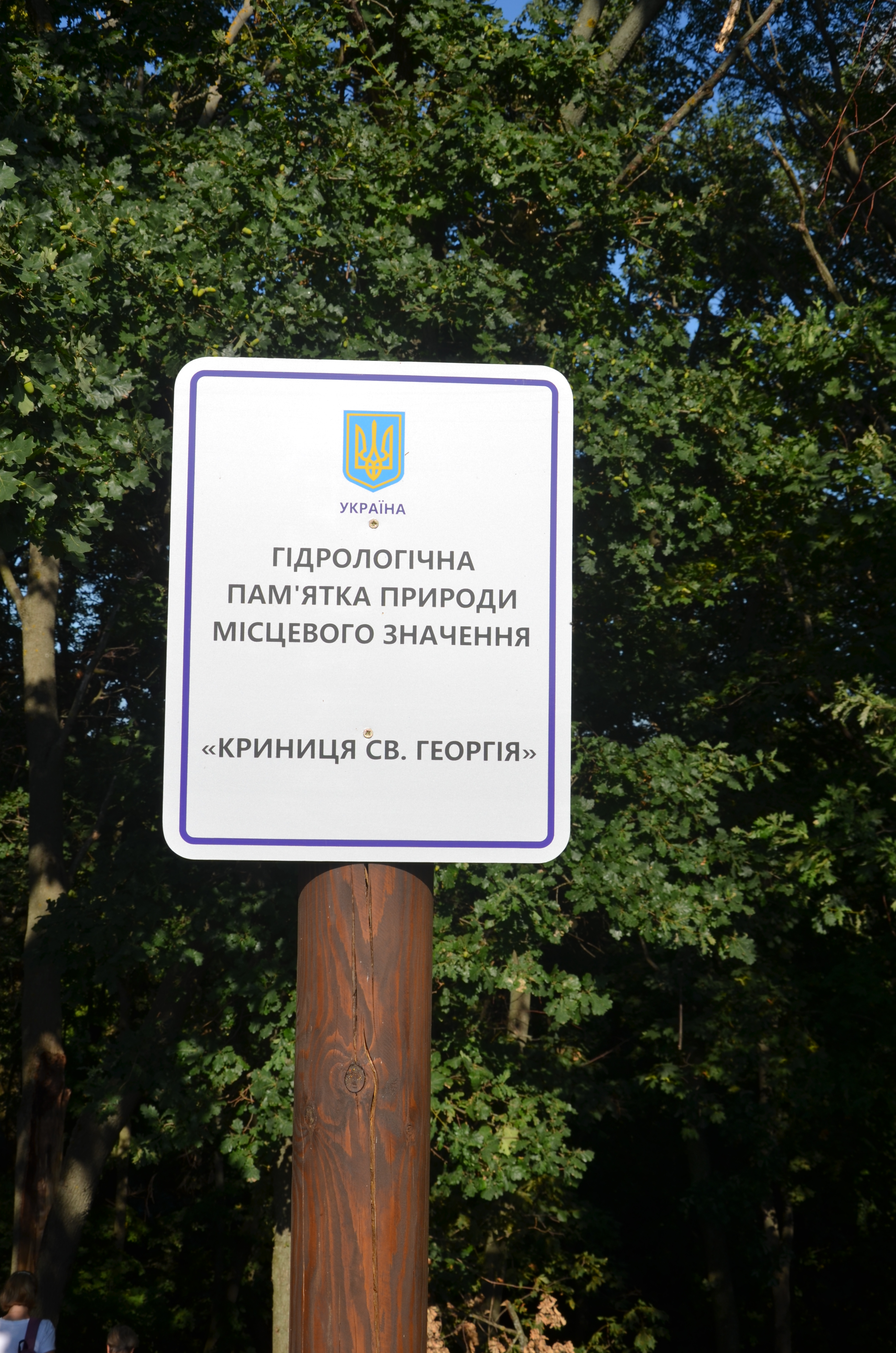
Криниця св. Георгія, Переяслав-Хмельницький район, Горбанівська сільська рада
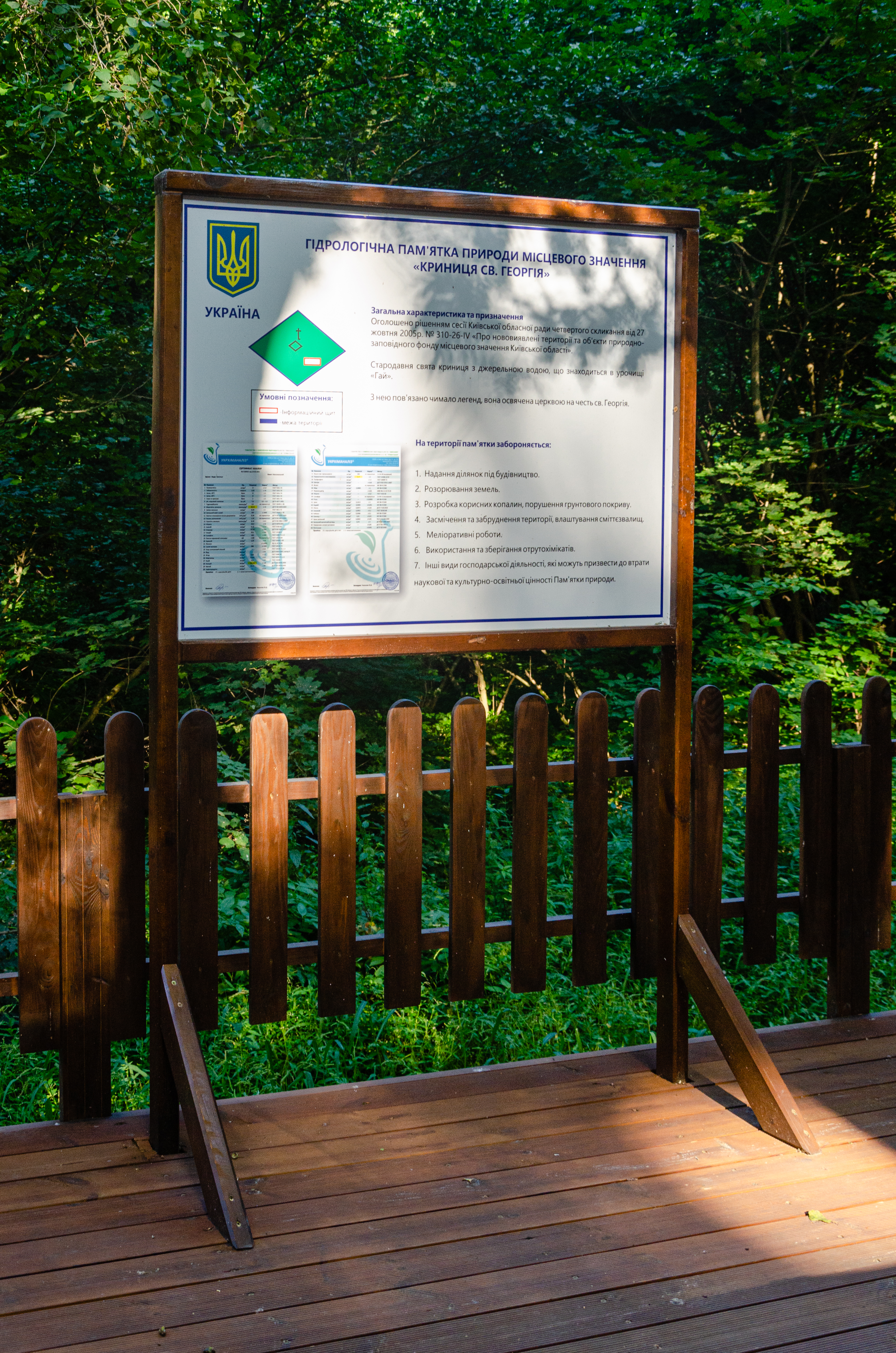
Криниця святого Георгія, Горбанівська сільська рада